# Paramunna pellucida
Paramunna pellucida là một loài chân đều trong họ Paramunnidae. Loài này được Kensley miêu tả khoa học năm 2003.